# ناحیه بنتون، شهرستان فرانکلین، ایلینوی
ناحیه بنتون (به انگلیسی: Benton Township) یک منطقهٔ مسکونی در ایالات متحده آمریکا است که در شهرستان فرانکلین، ایلینوی واقع شده‌است. ناحیه بنتون ۱۱۸ متر بالاتر از سطح دریا واقع شده‌است.